# Crossfaith
Crossfaith (Japans: クロスフェイス) is een Japanse metalband afkomstig uit Osaka. De band werd opgericht in 2008 en maakt electronicore, een genre dat metalcore en hardcore punk vermengt met invloeden uit de elektronische muziek. De band staat bekend om haar heftige live performances.

## Personele bezetting
Huidige leden
- Kenta Koie (小家 健太, Koie Kenta) – lead vocals (2006–heden)
- Kazuki Takemura (武村 和樹, Takemura Kazuki) – gitaar (2006–heden)
- Terufumi Tamano (玉野 輝文, Tamano Terufumi) – keyboards, programmering, achtergrondzang (2006–heden); Bas (2006–2008)
- Tatsuya Amano (天野 達也, Amano Tatsuya) – drums, percussie (2006–heden)
- Hiroki Ikegawa (池川 寛希, Ikegawa Hiroki) – bass (2008–heden)

Tourleden
- Tama – gitaar (2014–heden)

Tijdlijn

## Discografie
Studioalbums
- The Artificial Theory for the Dramatic Beauty (2009)
- The Dream, the Space] (2011)
- Apocalyze (2013)
- Xeno (2015)
- Ex Machina (2018)

Ep's
- Zion (2012)
- Freedom (2017)
- Wipeout (2018)